# Ingrid Schjelderup
Ingrid Schjelderup, född den 21 december 1987 i Fredrikstads kommun, är en norsk fotbollsspelare (mittfältare) som sedan år 2016 spelar i den svenska klubben Eskilstuna United DFF. Hon har tidigare representerat de norska klubbarna Stabaek, Vålerenga och svenska Linköpings FC.
Schjelderup är en del av det landslag som representerar Norge i Europamästerskapet i fotboll i Nederländerna år 2017.